# Лео Сеєр
Лео Сеєр (англ. Leo Sayer; 21 травня 1948, Шоргем, Велика Британія), справжнє ім'я Джерард Сеєр (англ. Gerard Sayer) — вокаліст, автор текстів.

## Біографія
Ще під час навчання у «Worthington Art College», Сеєр дебютував як вокаліст у власному аматорському гурті The Terraplane Blues Band. Перебравшись до Лондона, Лео почав працювати ілюстратором, побічно підробляючи як вуличний музикант та акомпаніатор у фолк-клубах. 1971 року він разом з перкусистом Дейвом Кортні (Dave Courtney) утворив гурт Patches, для якої також почав писати тексти. Свої надії на успіх у подальшій кар'єрі Patches покладали на колишнього роботодавця Кортні Адама Фейта — відомого співака, а з часом спритного менеджера. Однак розчарований музичним рівнем гурту, Фейт вирішив зробити промоцію лише одному багатообіцяючому Сеєру. Незабаром співак приступив до роботи у власній студії, а його композиціями, написаними у співпраці з Кортні, зацікавився Роджер Долтрі. Вокаліст The Who використав кілька з них для власних робіт, а твір «Giving It All Away» навіть став хіт-синглом.
Сольний дебют Сеєра — сингл «Why Is Everybody Going Home» — не мав особливого успіху, проте експресивний твір «Show Must Go On» 1973 року піднявся на вершину британського чарту (у США подібному успіху перешкодила власна версія цього твору гурту Three Dog Night). Телевізійна промоція у програмі BBC «Top Of The Pops» викликала неоднозначні судження, коли Сеєр у костюмі П'єро намагався показати себе як естрадного блазня. Однак найближчі роки виявили, що видиме блюзнірство приховувало музичний метод.
Сингли «One Man Band» (також дубльований Three Dog Night) та «Long Tall Glasses» закріпили популярність співака на американському ринку, а 1975 року Сеєр після запису альбому «Another Year» остаточно розпрощався з Кортні.
Співавтором цікавого хіта «Moonlightning» цього разу був колишній учасник Supertramp та музикант акомпануючого гурту Сеєра Френк Фаррелл (Frank Farrell). Того ж року Лео запропонував свою версію твору The Beatles «Let It Be», яка виявилась повним непорозумінням, проте 1976 рік приніс співаку американський бестселер «You Make Me Feel Like Dancing», який за популярністю дорівнював дискотечним хітам з звукової доріжки «Saturday Night Fever».
Однак черговий лонгплей «Endless Flight», який було записано під керівництвом відомого продюсера Річар-да Перрі, вирізнявся хіба що мало-оригінальною баладою «When I Need You». Надалі незважаючи на участь у двох серіалах, знятих «BBC», Сеєр почав небезпечно тяжіти до поп-легкості. Заглавний твір з лонгплея «Thunder In My Heart» здобув незначне визнання лише у Великій Британії. Підтвердженням творчої стагнації артиста були чергові сингли, які головним чином пропонували обробки старих хітів, наприклад, «І Cant Stop Lovin' You» Рея Чарльза, «Raining In My Heart» Бадді Холлі та «More Than I Can Say» Боббі Ві. Щоправда Сеєр намагався заповнити творчу порожнину багатьма компіляціями, однак записаний 1983 року твір «Till You Come Back To Me» виявився лебединою піснею.
Друга половина 1980-х років принесла співаку розрив з фірмою «Chrysalis», відсутність контрактів на записи та фінансування за власні кошти концертних турне Британією. Слабою втіхою були досить сумнівно відсуджені в Адама Фейта 650 тисяч фунтів втрачених гонорарів. 1990 року Сеєру все ж вдалося вкласти угоду з «ЕМІ» і повернутись до співпраці з продюсером Аланом Тарні, записуючи альбом «Cool Touch».

## Дискографія
- 1973: Silverbird
- 1974: Just A Boy
- 1975: Another Year
- 1976: Endless Flight
- 1977: Thunder In My Heart
- 1978: Leo Sayer
- 1979: The Very Best Of Leo Sayer
- 1979: Here
- 1980: Living In A Fantasy
- 1980: Leo Sayer
- 1982: World Radio
- 1982: When I Need You
- 1983: Have You Ever Been In Love?
- 1984: Leo
- 1990: Cool Touch
- 1992: Collection
- 1993: All The Best
- 1996: The Show Must Go On — Anthology
- 1997: Love Songs.